# Pangandaran

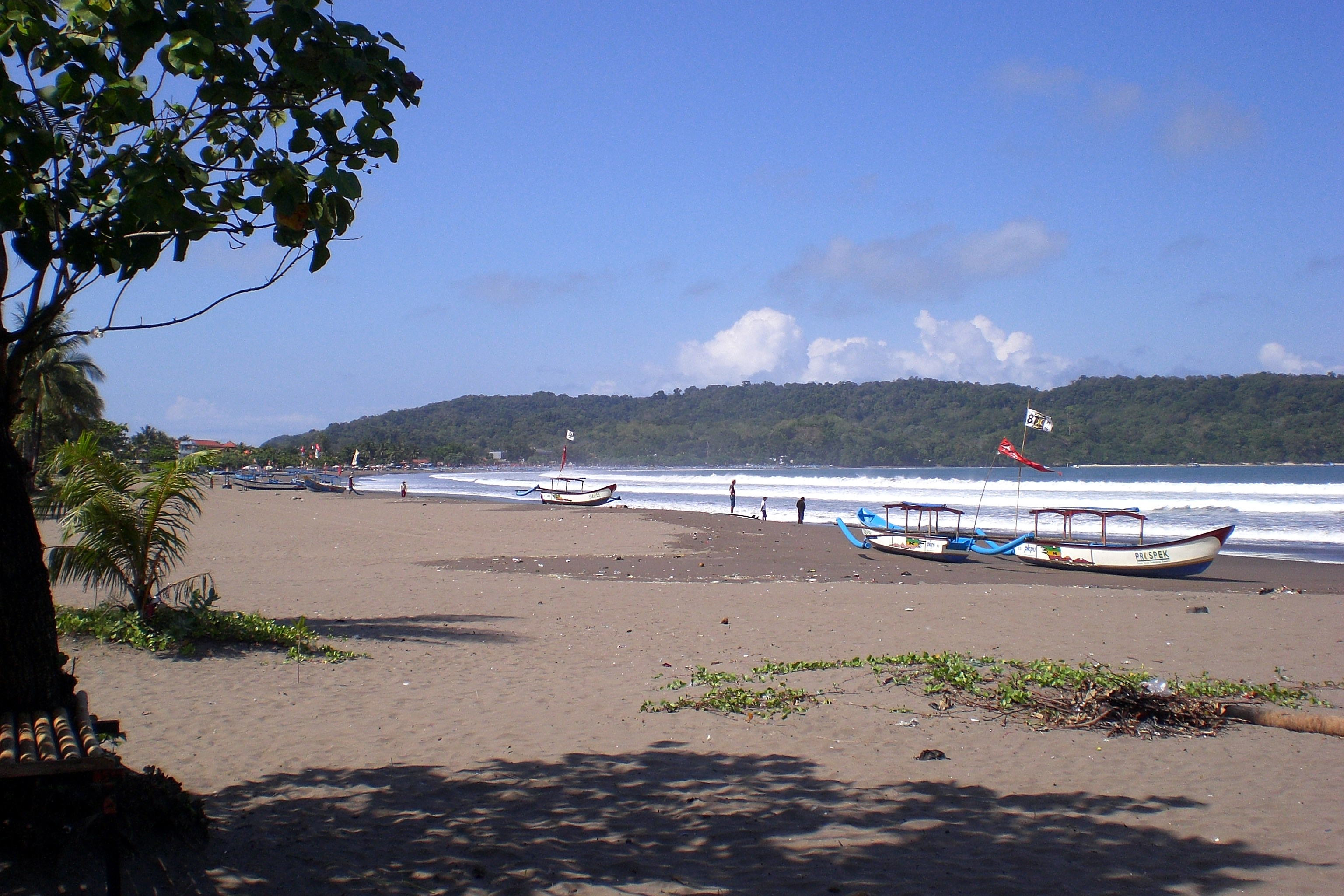
Strand von Pangandaran

Pangandaran ist ein Bade- und Fischerort an der Südküste Javas und gehört zur Provinz Jawa Barat. Er wird hauptsächlich von Javanern aus Bandung oder Yogyakarta besucht, ist aber auch ein beliebtes Ziel internationaler Rucksacktouristen. Der Ort liegt auf einer Halbinsel, die im Süden durch einen kleinen Nationalpark begrenzt wird.
Pangandaran wurde am 17. Juli 2006 von einem Tsunami nach einem Erdbeben vor der Insel Java stark zerstört. Das Beben hatte eine Stärke von 7,7 und sein Zentrum 180 km vor der Küste Pangandarans. Bis zu 3,3 Meter hohe Wellen rollten auf die Küste zu.